# Nigehörn
Nigehörn egy lakatlan, Németországhoz tartozó mesterséges sziget a Watt-tengerben, a közeli Neuwerkkel és Scharhörnnel együtt a tőle 100 kilométernyire fekvő Hamburg város része. Nigehörn 15 kilométernyire északnyugatra fekszik Cuxhaven várostól és 4 kilométernyire Neuwerk-szigettől. A sziget területe a Hamburgi Watt-tenger Nemzeti Park felügyelete alá tartozik.

## Története
Nigehörn mesterséges sziget. Területén a 20. század utolsó évtizedéig ún. magaswatt terült el. Már a 60-as években felmerült egy új sziget létesítésének lehetősége. (Akkoriban az Új-Scharhörn nevet akarták adni neki.) Az 1980-as évekre a tenger egyre több területet rabolt el a közeli Scharhörntől, veszélyeztetve az ott fészkelő ritka tengeri madarak költőhelyeit. A Hamburgi Környezetvédelmi Hatóság tervet készített a sziget védelmére. Scharhörn partjainak megerősítése helyett a mai Nigehörn sziget helyén hoztak létre partvédő létesítményeket. A munkálatok célja az volt, hogy a természeti erők munkájának eredményeként egy Scharhörnnel megegyező alakú és magasságú, tájba illeszkedő sziget épüljön a szakemberek által elhelyezett földművek köré. A sziget létesítéséhez szükséges 1,8 millió márka 60%-át az NSZK környezetvédelmi minisztériuma, 40%-át Hamburg városállam állta. 1989 júniusától kezdve a sziget helyén 30 hektáron 1,2 millió m³ homokot raktak le. (A homokot az Elba medréből kotorták ki. Nigehörn és az Elba között egy 4 kilométer hosszú csővezetéket fektettek le. Ezen a vezetéken keresztül pumpálták a vízzel kevert homokot a kotróhajókról a helyszínre.) A szigetet Scharhörn akkori formájának megfelelően kör alakúra építették. Az új szárazföld neve végül Nigehörn (fríz, kb: új csúcs) lett. Nieghörn sziget megjelenése megváltoztatta a tengerjárást a környező wattokon és megállította Scharhörn pusztulását.

## Földrajza, természeti értékei
Nigehörn 2 kilométernyire délnyugata fekszik Scharhörntől. A két sziget ugyanazon a homokpadon terül el. A sziget átlagos tengerszint feletti magassága 2007-ben 5,5 méter volt, területe 2004-re 53,6 hektárra növekedett. Nigehörn legmagasabb pontjai ma már teljesen védettek a vihardagályoktól. A tudósok az új szigeten az élővilág beköltözésének folyamatát is tanulmányozhatják. Az elmúlt csaknem 20 évben a pionír növények telepedtek meg a szigeten, amelyek fokozatosan megkötik a futóhomokot. Nigehörnön is megjelentek a scharhörni védett madarak, ezért a sziget egészét bioszféra rezervátummá nyilvánították. Jelenleg a területre csak engedéllyel rendelkező kutatók léphetnek be.

A sziget körvonala folyamatosan alakul, délkeleti irányban gyorsan növekszik. Legismertebb fészkelő madarai a szigorúan védett Kenti csér, a Kis csér és Kenti lile.